# Intellectual Reserve

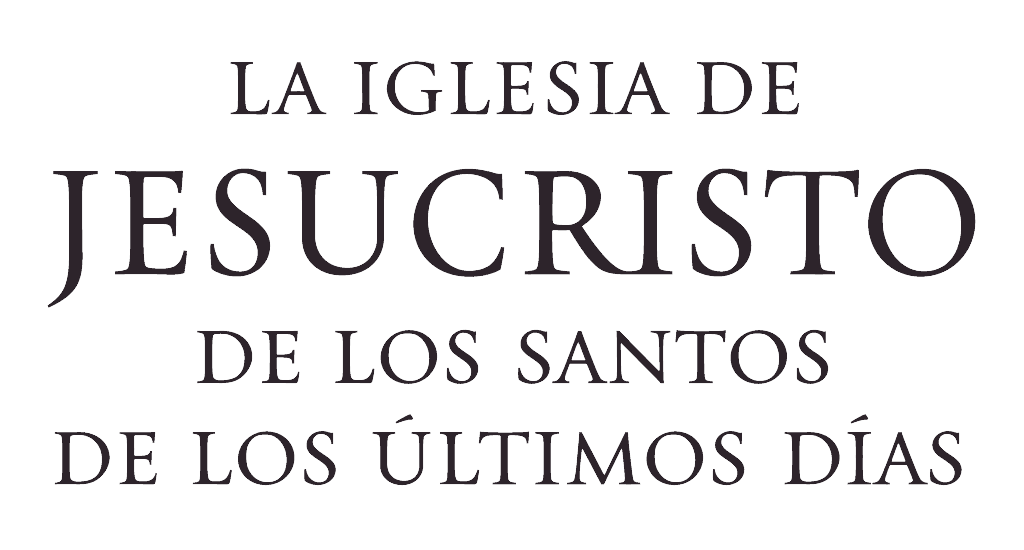

Intellectual Reserve, Inc. (abreviada como IRI) es una entidad jurídica de la Iglesia de Jesucristo de los Santos de los Últimos Días que posee la propiedad intelectual de la iglesia, incluyendo los derechos de autor y marcas registradas. Se trata de una corporación no lucrativa con sede en Salt Lake City, Utah.
IRI es propietaria de más de 60 marcas asociadas a la Iglesia.

## Mormóncomo una marca registrada
En algunos países, la palabra mormón, y algunas frases que incluyen el término, son marcas registradas propiedad de Intellectual Reserve, Inc.
En los Estados Unidos, el 2002, la Iglesia de Jesucristo de los Santos de los Últimos Días solicitó registrar mormón para su aplicación a servicios religiosos, sin embargo, la Oficina de Patentes y Marcas de Estados Unidos rechazó la solicitud declarando que el término «mormón» es demasiado genérico, y que popularmente se entiende como una referencia a un tipo particular de iglesia, al igual que «presbiteriano» o «metodista», en lugar de una marca de servicio. La solicitud fue abandonada como tal el 22 de agosto de 2007. En México la iglesia a registrado el término mormón. 